# Повзик кашмірський
Повзик кашмірський (Sitta cashmirensis) — вид горобцеподібних птахів родини повзикових (Sittidae).

## Поширення
Вид поширений на півночі Індійського субконтиненту у середніх висотах Гімалаїв. Трапляється в Афганістані, Індії, Непалі та Пакистані. Мешкає в субтропічних і тропічних вологих гірських лісах на висотах від 1800 до 3350 метрів.

## Опис
Дрібний птах завдовжки до 14 см. Верхні частини тіла темно-сірі, нижні — червонувато-коричневі, горло та підборіддя блідо-сірого кольору. Від основи дзьоба через око до плечей проходить чорна лоральна смужка.